# جاك هيجارتي
جاك هيجارتي (بالإنجليزية: Jack Hegarty)‏ هو مدرب كرة سلة أمريكي، (ولد في نيوبوريبورت في الولايات المتحدة 1888 – 1974 م).